# Cyclostrema tortuganum
Cyclostrema tortuganum är en snäckart som först beskrevs av Dall 1927.  Cyclostrema tortuganum ingår i släktet Cyclostrema och familjen turbinsnäckor. Inga underarter finns listade i Catalogue of Life.